# Tecno
Tecno je nekdanje italijansko moštvo in konstruktor Formule 1, ki je v prvenstvu sodelovalo v sezonah 1972 in 1973. Moštvo je nastopilo na desetih dirkah z enajstimi dirkalniki in osvojilo eno prvenstveno točko, ki jo je dosegel Chris Amon s šestim mestom na  Veliko nagrado Belgije v sezoni 1973.

## Popoln pregled rezultatov
(legenda)
| Leto | Šasija      | Motor(s)               | Gume        | Dirkači | 1   | 2   | 3   | 4   | 5   | 6   | 7   | 8   | 9   | 10  | 11  | 12  | 13  | 14  | 15  | Toč | Prv |
| ---- | ----------- | ---------------------- | ----------- | ------- | --- | --- | --- | --- | --- | --- | --- | --- | --- | --- | --- | --- | --- | --- | --- | --- | --- |
| 1972 | PA123       | Tecno Series-P Flat-12 |             |         | ARG | JAR | ŠPA | MON | BEL | FRA | VB  | NEM | AVT | ITA | KAN | ZDA |     |     |     | 0   | -   |
| 1972 | PA123       | Tecno Series-P Flat-12 | Derek Bell  |         |     |     |     |     | DNQ |     | Ret |     | DNQ |     | Ret |     |     |     |     | 0   | -   |
| 1972 | PA123       | Tecno Series-P Flat-12 | Nanni Galli |         |     |     |     | Ret |     | Ret |     | NC  | Ret |     |     |     |     |     |     | 0   | -   |
| 1973 | PA123B E731 | Tecno Series-P Flat-12 |             |         | ARG | BRA | JAR | ŠPA | BEL | MON | ŠVE | FRA | VB  | NIZ | NEM | AVT | ITA | KAN | ZDA | 1   | 11. |
| 1973 | PA123B E731 | Tecno Series-P Flat-12 | Chris Amon  |         |     |     |     | 6   | Ret |     |     | Ret | Ret |     | DNS |     |     |     |     | 1   | 11. |